# NGC 5806
NGC 5806 (również PGC 53578 lub UGC 9645) – galaktyka spiralna z poprzeczką (SBb), znajdująca się w gwiazdozbiorze Panny w odległości 80 milionów lat świetlnych. Została odkryta 24 lutego 1786 roku przez Williama Herschela. Jest to galaktyka z aktywnym jądrem.
Zgrubienie centralne NGC 5806 ma typ dyskowy, gdyż struktura spiralna sięga do samego jądra galaktyki. Powoduje to, że w jądrze nie ma wyróżnionego eliptycznego nagromadzenia gwiazd. Znajduje się tam natomiast aktywna supermasywna czarna dziura, która pochłaniając ogromne ilości materii ze swojego najbliższego otoczenia emituje silne promieniowanie.
W galaktyce tej zaobserwowano supernowe SN 2004dg i SN 2012P.